# Stiletto Dance (película)
Stiletto Dance es una película de acción, drama y crimen de 2001, dirigida por Mario Azzopardi, escrita por Alfonse Ruggiero, musicalizada por Gary Koftinoff, en la fotografía estuvo Pierre Jodoin, los protagonistas son Eric Roberts, Romano Orzari y Shawn Doyle, entre otros. El filme fue realizado por Chesler/Perlmutter Productions y TVA International, se estrenó el 8 de junio de 2001.

## Sinopsis
Dos policías encubiertos tiene que impedir un negocio de muchísimo dinero en armas nucleares entre algunos bandos de la mafia.